# Король загубленого світу
«Король загубленого світу» (англ. King of the Lost World) — фантастичний пригодницький фільм студії The Asylum, поставлений режисером Лі Скоттом за мотивами роману «Загублений світ» Артура Конан Дойла. Є мокбастером до фільму «Кінг-Конг» Пітера Джексона.

## Сюжет
Уцілілі після авіакатастрофи пасажири намагаються вижити на покритому джунглями острові. Джон Рокстон і Едуард Мелоун вмовляють частину з них вирушити на пошуки носової частини літака, де могла зберегтися радіостанція. У пошуках до них приєднується лейтенант Челленджер, який також залишився живим після катастрофи.
Біля берега річки на одного з пасажирів нападає гігантський павук, ще одного пізніше з'їдає хижа рослина, кількох непомітно викрадають тубільці. Група знаходить уламки двох літаків, у кожному з яких всі засоби зв'язку хтось вийняв. Мелоун у дорозі виявляє пастку, на дні якої покоїться пронизаний кілками дракон.
Зупинившись на нічліг у печері, група зазнає атаки великих скорпіонів, Рокстон гине, інших беруть у полон тубільці. Вони відводять їх у своє село, де стюардесі Наталі дають випити якогось напою, і вона стає такою ж як вони як від гіпнозу. У підземній в'язниці Мелоун знаходить вже давно схопленого божевільного, який виявляється і витягнув з літаків радіо. Хоча Челленджер знає мову племені, вождь Оло засуджує до смерті всіх, крім Наталі і Дану (яка теж удала, що підкорилася) — їх принесуть у жертву «крилатим» (так тубільці називають драконів), щоб ті продовжували захищати народ від гігантської мавпи, яка є їхнім одвічним прокляттям.
Вранці Мелоуна і ще одного хлопця прив'язують до стовпів біля скель. Дружини Оло закликають трубами драконів, ті відразу з'їдають супутника Мелоуна, як раптом з'являється мавпа. Вона починає сутичку з драконами, Оло, Наталі і божевільний бранець гинуть, інші тубільці розбігаються. Дана звільняє Мелоуна, вони разом звільняють з печери Саммерлі і Челленджера.
Втікши до літака, що розбився в лісі, Челленджер починає займатися знешкодженням бомби, але на нього нападає дружина Оло, в сутичці вона гине, але смертельно ранить Челленджера. Знову з'являється Кінг-Конг і дракони. Челленджер перед смертю віддає Мелоуну вибуховий пристрій. Приваблена звуком труби, мавпа підходить до літака, хапає його, і Мелоун підриває бомбу. Мавпа і дракони гинуть.
Мелоун виходить до Саммерлі і Дани. Вони разом дивляться на місце вибуху і ліс, що розкинувся перед ними.

## В ролях
| Актор              | Роль                 |
| ------------------ | -------------------- |
| Брюс Бокслайтнер   | лейтенант Челленджер |
| Джефф Дентон       | Ед Мелоун            |
| Ретт Джайлз        | Джон Рокстон         |
| Сара Лівінг        | Рита Саммерлі        |
| Крістіна Розенберг | Дана                 |
| Стів Рейлсбек      | Ларрі                |
| Еліза Свенсон      | Глорія Чарлз         |
| Крісс Енглін       | Аманда Ворд          |